# Wereldkampioenschap basketbal mannen 1974
In 1974 werd voor de zevende keer het wereldkampioenschap basketbal gehouden. Veertien landen die ingeschreven waren bij de FIBA, namen deel aan het toernooi dat gehouden werd in juli 1974 in Puerto Rico. Het basketbalteam van de Sovjet-Unie werd de uiteindelijke winnaar van het toernooi.

## Eindklassering
| #      | Land                          |
| ------ | ----------------------------- |
| Goud   | Sovjet-Unie                   |
| Zilver | Joegoslavië                   |
| Brons  | Verenigde Staten              |
| 4      | Cuba                          |
| 5      | Spanje                        |
| 6      | Brazilië                      |
| 7      | Puerto Rico                   |
| 8      | Canada                        |
| 9      | Mexico                        |
| 10     | Tsjecho-Slowakije             |
| 11     | Argentinië                    |
| 12     | Australië                     |
| 13     | Filipijnen                    |
| 14     | Centraal-Afrikaanse Republiek |

| WK basketbal 1974 winnaar |
| ------------------------- |
| Sovjet-Unie Tweede titel  |

## Individuele prijzen

### MVP (Meest Waardevolle Speler)
- Dragan Kićanović

### All-Star Team
- Aleksandr Belov
- Vinko Jelovac
- Wayne Brabender
- Alejandro Urgelles
- Oleksandr Salnikov